# Balling Kirke
Balling Kirke ligger ret ensomt et stykke nord for selve byen. Det er en kvadrestenskirke, og den består af romansk kor og skib med tre tilbygninger. I senmiddelalderen tilføjedes et tårn, hvoraf kun underdelen endnu er bevaret. I 1500-tallet opførtes sydkapellet og våbenhuset. Tårnet blev genopbygget i 1945 ved arkitekt Einar Packness.
Ifølge folketraditionen var det to troldes krig, der var skyld i tårnets fald: "Der var engang en trold i Balling og en i Rødding. De to lå altid i krig med hinanden. En dag kom de op at slås. Ham fra Rødding tager en sten og smider den efter Balling kirke – den slår tårnet af. Ham fra Balling smider nu en sten efter Rødding kirketårn. Men den nåede ikke længere end til engen ved Holmgård slot – ude i Vester Balling – dér ligger den endnu, stadig med 5 mærker af troldens fingre i den".
Hvordan det end er sket, mistede Balling kirke sit sengotiske tårn og stod uden tårn helt frem til 1945. På initiativ af pastor Aage Jespersen blev der sidst i 1920'erne samlet penge ind til tårnets genopførelse. Målet blev nået i løbet af de næste par årtier, og man kunne indvi det nye tårn i 1945. I våbenhuset kan der i dag ses en lille udstilling om tårnets historie.
To tilmurede romanske vinduer er bevaret. Det på kirkens nordside er prydet af et kunstigt kilestik, der er hugget ind i vinduesoverliggeren. Det moderne murede alter dækkes af et forsidepanel fra 1580'erne, evangelistmotiverne er dog ikke ældre end 1700-tallet. Bag på alteret har man indmuret en kvader med et relikviegemme.
Altertavlen er fra omkring 1600 og står med de oprindelige malerier: Korsfæstelsen og opstandelsen (øverst). At altertavlen ikke altid har fastholdt sit oprindelige udseende, bevidner et yngre alterbillede af Carl Bloch, der hænger i kirken. En Skt. Peterfigur i træ er rester af en senmiddelalderlig altertavle. Prædikestolen er et enkelt snedkerarbejde fra 1800-tallet, ligesom et maleri fra o. 1850 af Kristus og den samaritanske kvinde, vistnok malet af A.F. Jæger fra Viborg.

## Galleri
- Figur på skibets vestvæg
- Altertavle
- Kirkerummet set mod øst

## Eksterne kilder og henvisninger
- Wikimedia Commons har flere filer relateret til Balling Kirke
- Opslag Balling Kirke Arkiveret 31. januar 2011 hos  Wayback Machine på nordenskirker.dk
- Balling Kirke på KortTilKirken.dk
- De lokalhistoriske Arkiver i Salling, Fjends og på Fur